# Восточно-Забайкальский фронт
Восточно-Забайкальский фронт — партизанский фронт, действовавший во время Гражданской войны в России (а именно — в 1919—1920 годах) в восточной части Забайкалья. 

## История
Создан в апреле 1919 года. При создании объединял 3 полка, сформированных на совещании комсостава из отряда алтагачанцев (Алтачаганская коммуна) и действовавших против частей атамана Г. М. Семенова и японских интервентов в районе между железнодорожными линиями Чита — станция Ерофей Павлович и Чита — станция Маньчжурия. В сентябре 1919 фронт включал 6 конных и 2 пехотных полка, 1 китайский пехотный батальон (3 тысячи штыков и сабель). Штаб фронта находился сначала на станции Богдать, затем — на станции Зилово.
На основании приказа главкома Народно-революционной армии ДВР Г. Х. Эйхе № 85 от 22.5.1920 и приказа командующего фронтом № 68 от 20.7.1920 части фронта вошли в состав 2-й Амурской стрелковой дивизии Амурского фронта ДВР. При этом до августа 1920 фронт сохранял двойное название (Восточно-Забайкальский и Амурский) и оставался полупартизанским. Части фронта участвовали в Читинской операции. Окончательно фронт был упразднён в октябре 1920 года.

## Командующие
- П. Н. Журавлёв (21.4.1919—23.2.1920)
- Я. Н. Коротаев (2.3—21.3.1920)
- Д. С. Шилов (21.3—20.7.1920) — одновременно командующий Амурским фронтом (22.4—18.8.1920)
- В. В. Лондо (20.7—9.9.1920)
- В. А. Попов (9.9—7.10.1920).

Должность командующего фронтом упразднена 7.10.1920 на основании приказа командующего Амурским фронтом № 237